# Aphrodisiaque
Aphrodisiaque – singel francuskiej piosenkarki Amandy Lear, wydany w roku 1987.

## Ogólne informacje
Utwór jest francuską wersją piosenki „Aphrodisiac” z albumu Secret Passion. Wersja francuska nie znalazła się na tej płycie, została wydana jedynie na singlu. Nagranie jest utrzymane w stylu synthpopowym. Na stronie B singla umieszczono piosenkę „Desire”, również pochodzącą z Secret Passion. Singel wydano tylko we Francji. Utwór był wielokrotnie wykonywany w telewizji, lecz nie okazał się sukcesem komercyjnym i nie wszedł na listy sprzedaży.

## Lista ścieżek
- 7" single[1][2]

1. „Aphrodisiaque” – 3:38
2. „Desire” – 4:18